# 11776 Milstein
11776 Milstein (3460 T-3) là một tiểu hành tinh vành đai chính.